# بیکنزفیلد، ویکتوریا
بیکنزفیلد (به انگلیسی: Beaconsfield) یک منطقهٔ مسکونی در استرالیا است که در ویکتوریا (استرالیا) واقع شده‌است. این حومه مسکونی در ۴۰ کیلومتری جنوب غربی مرکز تجاری ملبورن قرار دارد که در منطقه شهرداری شیایر کاردینیا واقع شده‌است. جمعیت بیکنزفیلددر سرشماری سال ۲۰۱۶ قریب به ۶٬۷۱۴ نفر را ثبت کرد.